# 长足狂蛛
长足狂蛛（学名：Zelotes longipes）为平腹蛛科狂蛛属的动物。分布于古北区以及中国大陆的新疆等地，常栖息于草原之石隙间。该物种的模式产地在欧洲。
其种加词“Longipes”意为“长足的”。